# Grant Morrison
Grant Morrison (Glasgow, 1960. január 31. –) skót képregényíró, az 1980-as évek "brit inváziójának" egyik fő reprezentánsa, fontos szerepet játszott az amerikai szuperhősös képregények történetszövésének megújításában.

## Pályafutása
Morrison Alan Moore óriási sikere után került az amerikai kiadók látókörébe, akik hasonló tehetségeket kerestek.
Első munkájaként újraértelmezte az Animal Man figurát, ahol egy a szuperhősséghez visszatérő merőben másodvonalbeli szereplő hétköznapjaival ismerkedünk meg.
Elkészítette az Arkham Elmegyógyintézetet, és a The Invisibles felnőtteknek szóló képregénysorozatot - ez utóbbit a Vertigo (a DC Comics komolyabb történetek kiadására használt alkiadója) publikálásában. Ezután következett az Igazságliga és a New X-Men.

## Magyarul megjelent művei
- Spawn 8-9 (rajzolta Greg Capullo, ADOC-Semic 1998, fordította Galamb Zoltán)
- X-Men: E, mint eltörölni; ceruzarajz Frank Quitely, Ethan van Sciver, ford. Bárány Ferenc; Goodinvest, Bp., 2007
- Grant Morrison: Arkham elmegyógyintézet. Komor ház komoly talajon. Batman; ill. Dave McKean, Batman megalkotója Bob Kane, ford. Bayer Antal; Képes, Bp., 2008
- Batman, 2. sorozat 1-14. számig[5] (rajzolták: Andy Kubert, John Van Fleet, Tony S. Daniel, Kingpin 2014-2016, fordította Benes Attila)
- DC Nagy képregénygyűjtemény: 4. rész / Batman Fia[6] (rajzolta Andy Kubert, Eaglemoss 2017, fordította PP Press csapata)